# Cheiridiidae
Cheiridiidae es una familia de arácnidos perteneciente al orden Pseudoscorpionida en la superfamilia Cheiridioidea. Se distribuyen por todo el mundo excepto la Antártida.

## Taxonomía
Se dividen en dos subfamilias y los siguientes géneros:
- Cheiridiinae Hansen, 1893
  - Apocheiridium Chamberlin, 1924
  - Cheiridium Menge, 1855
  - Cryptocheiridium Chamberlin, 1931
  - Neocheiridium Beier, 1932
  - Nesocheiridium Beier, 1957
  - †Electrobisium Cockerell, 1917
- Pycnocheiridiinae Beier, 1964
  - Leptocheiridium Mahnert & Schmidl, 2011
  - Pycnocheiridium Beier, 1964